# 野田亀喜
野田 亀喜（龜喜、のだ かめき、1880年（明治13年）4月29日 - 1941年（昭和16年）5月29日）は、明治から昭和期の実業家、政治家、華族。貴族院男爵議員。

## 経歴
陸軍主計将校・野田豁通の二男として生まれる。父の死去に伴い、1913年（大正2年）1月30日、男爵を襲爵した。
学習院を経て帝国大学法科大学を修了。1910年（明治43年）日本建築用紙取締役に就任。その後、台東製糖取締役、木毛取締役、八千代銀行監査役、愛国旅行社社長などを務めた。
1918年（大正7年）7月10日、貴族院男爵議員に選出され、公正会に所属して活動し、1932年（昭和7年）7月9日まで2期在任した。

## 親族
- 子息：敏雄（男爵、母・斎藤トメ）[1][3]
- 妹の夫に山室宗文。